# Nizas (Hérault)
Nizas is een gemeente in het Franse departement Hérault (regio Occitanie) en telt 548 inwoners (2004). De plaats maakt deel uit van het arrondissement Béziers.

## Geografie
De oppervlakte van Nizas bedraagt 8,5 km², de bevolkingsdichtheid is 64,5 inwoners per km².
De onderstaande kaart toont de ligging van Nizas (Hérault) met de belangrijkste infrastructuur en aangrenzende gemeenten.

## Demografie
Onderstaande figuur toont het verloop van het inwonertal (bron: INSEE-tellingen).